# Etting (Rain)
Etting ist ein Gemeindeteil der Stadt Rain  im Landkreis Donau-Ries (Regierungsbezirk Schwaben, Bayern). Zur Gemarkung Etting gehören noch der Weiler Tödting und die beiden Einödhöfe Brunnen und Kopfmühle.

## Geographie
Das Kirchdorf Etting liegt südöstlich von Rain in einem Seitental der Hochfläche des Unteren Lechrains der Aindlinger Terrassentreppe. Naturräumlich gehört es zur Donau-Iller-Lech-Platte, die wiederum Teil des Alpenvorlandes ist, eine der Naturräumlichen Haupteinheiten Deutschlands. Tödting liegt nördlich, Kopfmühle südöstlich und Brunnen westlich von Etting.

Die Lage von Etting ist abgelegen zwischen den Rainer Ortsteilen Gempfing und Wächtering, dem Burgheimer Ortsteil Wengen und dem Ehekirchener Ortsteil Haselbach. Südlich von Etting liegt das gemeindefreie Gebiet und Staatsforst Esterholz.
Der Ort liegt an der Kreisstraße DON 31, die von Gempfing bis zur Grenze zum Landkreis Neuburg-Schrobenhausen vor Haselbach verläuft. Dort führt sie als Kreisstraße ND 13 nach Walda weiter, wo sie in die Staatsstraße 2035 von Neuburg an der Donau nach Augsburg einmündet. Von Gempfing führt die Staatsstraße 2027 zum Hauptort Rain.

## Geschichte
Erstmals wurde Etting 1100 unter dem Namen Ottingen erwähnt. Maßgeblich in der Ettinger Geschichte waren folgende drei Adelsgeschlechter, die Besitztümer hatten: die Grafen von Scheyern und späteren Wittelsbacher, die Grafen von Lechsgemünd und später die Freiherren von Gumppenberg. Die Graisbacher überließen ihren Besitz ihrem Hauskloster Niederschönenfeld, das es an das Kloster St. Walburg in Eichstätt vertauschte. Auch die Hofmark Walda und die Sandizeller tauchen als Grundherren auf.
Die Kirche Sankt Peter und Paul in Etting gehörte ursprünglich dem Kloster Niederschönenfeld, war aber seit jeher Filialkirche der Pfarrei Sankt Vitus in Gempfing. Im Wesentlichen ist die Chorturmkirche ein Bau aus dem 14. Jahrhundert. Die Altäre entstanden in der 2. Hälfte des 17. Jahrhunderts. 1939 erfolgte ein Anbau im Westen. Die barockisierende Pietà schuf 1922 der Bildhauer Josef Auer.
Die Wallfahrtskirche Sankt Anna in Tödting stammt aus dem 15. Jahrhundert. In der Kirche befindet sich ein interessantes Weihwasserbecken mit Kreuzwappen.
Bis zum 1. Juli 1972 gehörte Etting als selbstständige Gemeinde zum Landkreis Neuburg an der Donau und fiel dann mit der Gebietsreform in Bayern an den Landkreis Donau-Ries, der bis zum 1. Mai 1973 die Bezeichnung Landkreis Nördlingen-Donauwörth trug. Am 1. Januar 1975 wurde die Gemeinde Etting in die Stadt Rain eingegliedert.

## Bau- und Bodendenkmäler
- Filialkirche St. Peter und Paul in Etting
- Wallfahrtskirche St. Anna in Tödting
- Hügelgräber („Dreibück“) mit Nachbestattung aus der Frühlatènezeit im Esterholz